# Alcazaba (Sierra Nevada)
Alcazaba je s nadmořskou výškou 3 365 metrů třetí nejvyšší hora pohoří Sierra Nevada a jedna z nejvyšších hor Španělska.
Je součástí hlavního centrálního hřebene a leží 1,6 kilometru severovýchodně od vrcholu Mulhacénu.
Sierra Nevada leží na jihu Španělska, v Andalusii, jihovýchodně od města Granada. Alcazaba leží na území Národního parku Sierra Nevada.